# Haunstetter Forst
Der Haunstetter Forst ist ein gemeindefreies Gebiet im oberbayerischen Landkreis Eichstätt in Bayern.

## Geografie
Der 5,42 km² große Staatsforst liegt im Norden des Landkreises Eichstätt.
Er ist Bestandteil des Naturparks Altmühltal und des Landschaftsschutzgebietes Schutzzone im Naturpark Altmühltal. Kleine Teile am östlichen Rand gehören zum Fauna-Flora-Habitat-Gebiet Mittleres Altmühltal mit Wellheimer Trockental und Schambachtal.
Nachbarorte und -gemeinden:
| Greding |                                             | Beilngries |
|         | Kompassrose, die auf Nachbargemeinden zeigt |            |
| Kinding |                                             |            |

## Reiterloch
Am Nordhang des 574 Meter hohen Sulzbuck (49° 1′ 44,65″ N, 11° 25′ 12,54″ O) befindet sich die Karsthöhle Reiterloch. Sie wird auch Reitzerloch genannt und im Höhlenkataster Fränkische Alb (HFA) mit der Katasternummer K24 geführt. Aufgrund der vor- und frühgeschichtlichen Funde ist der Bereich der Schachthöhle vom Bayerischen Landesamt für Denkmalpflege als Bodendenkmal (D-1-6934-0013) ausgewiesen.